# Імуносупресія
Імуносупре́сія, або імунодепре́сія — ослаблення імунітету з тієї або іншої причини. Іммуносупресія буває фізіологічною (необхідною в певних ситуаціях для організму), патологічною (при різних хворобах і патологічних станах) і штучною, викликаною прийомом ряду імуносупресивних препаратів або іонізуючого випромінювання.
Фізіологічна імуносупресія виникає при вагітності. Вона необхідна для запобігання імунологічного відторгнення ембріона, який є, по суті, генетично й імунологічно наполовину чужорідним трансплантатом в матці вагітної жінки.
Патологічна іммуносупресія виникає перш за все при різних станах природженого і/або придбаного імунодефіциту, зокрема при інфікуванні ВІЛ, при променевій хворобі та ін.
Штучна імуносупресія застосовується при лікуванні автоімунних хвороб, при трансплантації органів і тканин та ін. Штучна імуносупресія створюється прийомом медичних препаратів : глюкокортикоїдів, циклоспорину А, цитостатичних агентів типу метотрексату, меркаптопуріну, циклофосфаміду, азатіопріну та ін., або введенням анти-лімфоцитарної сироватки.
Також у фармакології виділена окрема група медичних препаратів, які чинять пригнічуючу дію на імунітет - імунодепресанти.